# محمداعظم سیستانی
محمداعظم سیستانی (زاده ۱۳۱۷ در ولایت نیمروز) از چهره‌های فرهنگی برجسته افغانستان می‌باشد. از وی به دلیل جایگیری در ردیف جامعه‌شناسان بزرگ افغانستان، با عنوان کاندیدای اکادمیسین محمداعظم سیستانی نیز یاد می‌شود. سیستانی در فاصله سال‌های ۱۹۸۶ تا سال ۱۹۹۱ میلادی، ریاست مرکز تحقیقات علوم اجتماعی در آکادمی علوم افغانستان را بر عهده داشت.

## آثار برجسته
از جمله تألیفات برجسته سیستانی می‌توان به مالکیت ارضی و جنبشهای دهقانی در خراسان قرون وسطی؛ سیستان، سرزمین ماسه‌ها و حماسه‌ها؛ مردم‌شناسی سیستان و خیزش‌های مردم قندهار، هرات و سیستان بر ضد سلطه صفویان ایران و بابریان هند درقرن ۱۸ اشاره داشت.